# Новогродівська міська територіальна громада
Новогродівська міська територіальна громада — територіальна громада в Україні, у Покровському районі Донецької області з адміністративним центром у місті Новогродівка.

## Загальна інформація
Площа території — 157,2 км², населення громади — 19 380 осіб (2020 р.).

## Населені пункти
До складу громади увійшли м. Новогродівка, села Бажане, Галицинівка, Долинівка, Завітне, Калинове, Карлівка, Лісівка, Маринівка, Мемрик, Миколаївка, Михайлівка, Орлівка та селища Комишівка і Птиче.

## Історія
Створена у 2020 році, відповідно до розпорядження Кабінету Міністрів України № 721-р від 12 червня 2020 року «Про визначення адміністративних центрів та затвердження територій територіальних громад Донецької області», шляхом об'єднання територій та населених пунктів Новогродівської міської ради Донецької області, Галицинівської сільської ради Мар'їнського району, Миколаївської і Михайлівської сільських рад Покровського району та селища міського типу Комишівка Селидівської міської ради Донецької області.